# Yuval Noah Harari
Yuval Noah Harari (Kiryat Atta, 24 de febrero de 1976) es un historiador y escritor israelí de origen judeopolaco, profesor en la Universidad Hebrea de Jerusalén. Entre sus obras se encuentran Sapiens: De animales a dioses, Homo Deus: Breve historia del mañana  y 21 lecciones para el siglo XXI.

## Biografía
Nació en una familia judía secular con raíces en Europa oriental. Su abuela polaca emigró de Polonia y llegó a la Palestina británica en 1934, según relató en 2018. Creció en Haifa. Entre las cuestiones que marcan su pensamiento señala la necesidad de no dar ninguna opinión por sentada. Otra influencia ha sido la caída del muro de Berlín en 1989 que vivió cuando era adolescente. Comenzó a estudiar historia y relaciones internacionales a los diecisiete años. Es especialista en historia medieval y militar. A los veintidós completó su maestría en el departamento de historia en la Universidad Hebrea de Jerusalén y a los veintiséis su doctorado en la Universidad de Oxford en Inglaterra con un estudio comparativo entre los guerreros medievales y los guerreros del siglo XX. A los veintinueve años dio una conferencia en el departamento donde estudió y a los treinta y dos obtuvo el puesto de profesor titular. Tras la publicación del libro Sapiens: De animales a dioses: Una breve historia de la humanidad fue elegido miembro de la Academia de Ciencias Jóvenes.
Empezó a utilizar su segundo nombre, Noah, para distinguirse de un historiador del pueblo judío también llamado Yuval Harari en la Universidad de Jerusalén y lo mantuvo cuando se mudó a la Universidad Ben-Gurión.
Desde entonces ha publicado varios libros y artículos en inglés y francés sobre cuestiones militares medievales como Special Operations in the Age of Chivalry 1100‑1550, The Ultimate Experience: Battlefield Revelations and the Making of Modern War Culture, The Concept of «Decisive Battles» in World History, Armchairs, Coffee and Authority: Eye-witnesses and Flesh-witnesses Speak about War, 1100-2000.
Su libro Sapiens: Una breve historia de la humanidad le dio fama internacional. Este texto fue publicado inicialmente en hebreo y después traducido a más de 40 idiomas. El texto se refiere a la historia de la humanidad con una mirada global desde el principio de la evolución del Homo sapiens, la Edad de Piedra, hasta las revoluciones políticas del siglo XXI. «Ahora que tenemos un mundo más global, necesitas la historia del mundo, no de un país o religión en particular, sino la historia de la humanidad en general», explica.
Sapiens cobró notoriedad primero en Israel y después en Europa.
El autor también ha propuesto una serie de conferencias en línea gratuitas titulada «Breve historia de la humanidad». Más de cien mil personas se han inscrito a sus conferencias en la plataforma «TED».
En su libro Homo Deus: Breve historia del mañana se desarrollan ideas sobre un mundo futuro no tan lejano del actual en el cual nos veremos enfrentados a una nueva serie de retos. El autor explora los proyectos, los sueños y las pesadillas que irán moldeando el siglo XXI, desde superar la muerte hasta la creación de la inteligencia artificial.

## Pensamiento

### Narrativas
La principal tesis de Harari es «el poder de las narrativas». La historia humana ha sido construida por las narrativas, los mitos y las creencias compartidas por los grupos sociales. Gracias al poder imaginativo de narrativas colectivas, las sociedades fueron capaces de organizarse en torno a una narrativa que es el resultado de una lucha social por el significado. La capacidad de los humanos para creer en historias en común es lo que ha permitido la cooperación y la coordinación entre grandes grupos de personas. Esta idea tiene antecedentes en libros como La narración de lo invisible publicado en 2005.

### Epicureísmo
En sus libros, sobre todo Homo Deus y 21 lecciones para el siglo XXI, Harari expone cómo en la sociedad actual el epicureísmo sería la filosofía dominante; indica que «en los tiempos antiguos mucha gente rechazó el epicureísmo, pero hoy en día se ha convertido en la opinión generalizada» en la sociedad occidental por su carácter ilustrado, racional y también por su poderío económico y militar. El epicureísmo tiene como señas de identidad básicas el alejamiento en la creencia en dioses, la ausencia de temor a la muerte, el materialismo del mundo existente, la satisfacción razonable del placer sin caer en el deseo ni en el miedo y la práctica de la razón como guía de conocimiento. Harari expone en sus libros la evolución del ser humano hasta alcanzar en los tiempos presentes una posición privilegiada que le obligaría a ser consecuente con su humanidad globalizada y compleja en la que una de las pocas guías debe ser la educación abierta, el abandono de los relatos parciales e inútiles de la religión, el nacionalismo y muchos otros, la lucha contra el dolor individual y social innecesario, y la asunción responsable de los nuevos retos biotecnológicos y bioinformáticos.

### Dataísmo
En su libro de 2016 Homo Deus: Breve historia del mañana, Harari lleva la idea del dataísmo más lejos, ubicándola en su contexto histórico. Argumenta que todas las estructuras políticas o sociales competidoras pueden ser vistas como sistemas de procesamiento de datos: «El dataísmo declara que el universo consiste en flujos de datos y que el valor de cualquier fenómeno o entidad está determinado por su contribución al procesamiento de datos».

## Vida personal
Harari es un hombre abiertamente gay. En 2002, al volver de su doctorado en Oxford, conoció a su actual compañero y mánager Itzik Yahav, a quien llama «mi internet de todas las cosas». Harari, quien se dice convencido de las bondades de la nutrición vegana, vive con su marido en Karmei Yosef, un moshav cerca de Jerusalén, y practica la meditación vipassana.

## Obra

### Libros
- Renaissance Military Memoirs: War, History and Identity (Woodbridge: Boydell & Brewer, 2004)— ISBN 978-184-383-064-1.
- Special Operations in the Age of Chivalry, 1100‑1550 (Woodbridge: Boydell & Brewer, 2007)—ISBN 978-184-383-292-8.
- The Ultimate Experience: Battlefield Revelations and the Making of Modern War Culture, 1450‑2000 (Houndmills Palgrave-Macmillan, 2008)—ISBN 978-023-058-388-7.
- Sapiens: De animales a dioses: Una breve historia de la humanidad (traducción de Joandomènec Ros, Debate, 2014)—ISBN 978-8499924212.
- Homo Deus: Breve historia del mañana (Traducción de Carlos Manuel Vesga, Debate, 2016)—ISBN 978-8499926711.
- 21 lecciones para el siglo XXI (Traducción de Joandomènec Ros, Debate, 2018)—ISBN 978-8499928678.
- Nexus: Una breve historia de las redes de información desde la Edad de Piedra hasta la IA (Debate, 2024)—ISBN 9788419951038

### Artículos relevantes
- «The Military Role of the Frankish Turcopoles—a Reassessment», Mediterranean Historical Review  (junio de 1997).
- «Inter-Frontal Cooperation in the Fourteenth Century and Edward III’s 1346 Campaign», War in History  (septiembre de 1999).
- «Strategy and Supply in Fourteenth-Century Western European Invasion Campaigns», The Journal of Military History  (abril de 2000).
- «Eyewitnessing in Accounts of the First Crusade: The Gesta Francorum and Other Contemporary Narratives», Crusades (agosto de 2004).
- «Martial Illusions: War and Disillusionment in Twentieth-Century and Renaissance Military Memoirs», The Journal of Military History (enero de 2005).
- «Military Memoirs: A Historical Overview of the Genre from the Middle Ages to the Late Modern Era», War in History (2007).
- «The Concept of ‘Decisive Battles’ in World History», Journal of World History (2007).
- «Knowledge, Power and the Medieval Soldier, 1096‑1550», in In Laudem Hierosolymitani: Studies in Crusades and Medieval Culture in Honour of Benjamin Z. Kedar, ed. Iris Shagrir, Ronnie Ellenblum and Jonathan Riley-Smith, (2007).
- «Combat Flow: Military, Political and Ethical Dimensions of Subjective Well-Being in War», Review of General Psychology (septiembre de 2008).
- «Armchairs, Coffee and Authority: Eye-witnesses and Flesh-witnesses Speak about War, 1100‑2000», Journal of Military History, número 74:1 (2010).

## Distinciones
- En 2009 y en 2012, Harari ha sido merecedor del premio «Polonsky por la creatividad y originalidad».[23]
- En 2011, fue galardonado con el premio Moncado de la Sociedad de Historia Militar [24] por los diversos artículos que ha redactado sobre historia militar.
- En 2012, fue elegido miembro del foro de jóvenes universitarios de la Academia Israelí de Ciencias y Humanidades.